# Вьяр, Анна-Лора
Анна-Лора Вьяр (фр. Anne-Laure Viard; 7 июня 1981, Аррас) — французская гребчиха-байдарочница, выступала за сборную Франции на всём протяжении 2000-х годов. Бронзовый призёр Олимпийских игр в Пекине, обладательница бронзовых медалей чемпионатов Европы и мира, бронзовый призёр Средиземноморских игр в Альмерии, победительница многих регат национального и международного значения.

## Биография
Анна-Лора Вьяр родилась 7 июня 1981 года в городе Аррас департамента Нор — Па-де-Кале. Активно заниматься греблей на байдарках начала с раннего детства, проходила подготовку в Дижоне, состояла в местном одноимённом спортивном клубе.
Первого серьёзного успеха на взрослом международном уровне добилась в 2004 году, когда попала в основной состав французской национальной сборной и благодаря череде удачных выступлений удостоилась права защищать честь страны на летних Олимпийских играх в Афинах. Стартовала здесь в двойках вместе с напарницей Мари Делаттр на дистанции 500 метров, однако сумела дойти лишь до стадии полуфиналов, где финишировала четвёртой.
После афинской Олимпиады Вьяр осталась в основном составе гребной команды Франции и продолжила принимать участие в крупнейших международных регатах. В 2005 году на чемпионате Европы в польской Познани завоевала бронзовую награду выигранную в зачёте двухместных байдарок на полукилометровой дистанции. В этом сезоне в той же дисциплине добилась того же результата на чемпионате мира в хорватском Загребе и выступила на Средиземноморских играх в Альмерии, где стала бронзовым призёром среди одиночек на пятистах метрах. Год спустя в одиночках на дистанции 200 метров взяла бронзу на европейском первенстве в Рачице. Ещё через год в мировом первенстве в немецком Дуйсбурге завоевала бронзовую награду, полученную в двойках на пятистах метрах.
Будучи в числе лидеров французской национальной сборной, Анна-Лора Вьяр прошла квалификацию на Олимпийские игры 2008 года в Пекине — они с Мари Делаттр в полукилометровой программе байдарок-двоек завоевали бронзовые олимпийские медали (в финале их обошли только экипажи из Венгрии и Польши). Последний раз показала сколько-нибудь значимый результат на международной арене в сезоне 2009 года, когда получила бронзовую награду в двухсотметровой гонке одиночных байдарок на чемпионате мира в канадском Дартмуте. Вскоре по окончании этих соревнований приняла решение завершить карьеру